# Сферическая аберрация

Схема сферической аберрации, где
H, H — положения главных плоскостей;
F' — задняя фокальная плоскость;
f' — заднее фокусное расстояние;
-δs' — продольная сферическая аберрация;
δg' — поперечная сферическая аберрация.

Сфери́ческая аберра́ция — аберрация оптических систем из-за несовпадения фокусов для лучей света, проходящих на разных расстояниях от оптической оси. Приводит к нарушению гомоцентричности пучков лучей от точечного источника без нарушения симметрии строения этих пучков (в отличие от комы и астигматизма). Различают сферическую аберрацию третьего, пятого и высшего порядков.

## Условия рассмотрения
Сферическую аберрацию принято рассматривать для пучка лучей, выходящего из точки, расположенной на оптической оси. Однако, сферическая аберрация имеет место и для других пучков лучей, выходящих из точек, удаленных от оптической оси, но в таких случаях она рассматривается как составная часть аберраций всего наклонного пучка лучей. Причём, хотя эта аберрация и называется сферической, она характерна не только для сферических поверхностей.
В результате сферической аберрации параллельные лучи после преломления линзой (в пространстве изображений) получает вид не конуса, а некоторой воронкообразной фигуры, наружная поверхность которой вблизи узкого места называется каустической поверхностью. При этом изображение в фокусе имеет вид круга с неоднородным распределением освещённости, а форма каустической кривой позволяет судить о характере распределения освещённости. В общем случае, форма изображения при наличии сферической аберрации представляет собой систему концентрических окружностей с радиусами, пропорциональными третьей степени координат на входном (или выходном) зрачке.
Сферическая аберрация линзы (системы линз) объясняется тем, что её преломляющие поверхности встречают отдельные лучи сколько-нибудь широкого пучка под различными углами, вследствие чего более удалённые от оптической оси лучи преломляются сильнее, нежели приближённые к оптической оси лучи, и образуют свои точки пересечения, удалённые от фокальной плоскости.

## Расчётные значения
Расстояние δs' по оптической оси между точками пересечения приближённых к оптической оси и отдалённых от неё лучей называется продольной сферической аберрацией.
Диаметр δ' кружка рассеяния при этом определяется по формуле
{\displaystyle {\delta '}={\frac {2h_{1}\delta s'}{a'}}},
где
- 2h1 — диаметр отверстия системы;
- a' — расстояние от системы до точки изображения;
- δs' — продольная аберрация.

Для объектов расположенных в бесконечности
{\displaystyle {a'}={f'}},
где
- f' — заднее фокусное расстояние.

Для наглядности сферическую аберрацию, как правило, представляют не только в виде таблиц, но и графически.

Графики сферической аберрации:
1a. — продольная сферическая аберрация плоско-выпуклой линзы,
1b. — продольная сферическая аберрация плоско-вогнутой линзы,
2. — поперечная сферическая аберрация.

## Графическое представление
Обычно приводят графики продольной δs' и поперечной δg' сферической аберраций, как функций координат лучей.
Для построения характеристической кривой продольной сферической аберрации по оси абсцисс откладывают продольную сферическую аберрацию δs', а по оси ординат — высоты лучей на входном зрачке h. Для построения аналогичной кривой для поперечной аберрации по оси абсцисс откладывают тангенсы апертурных углов в пространстве изображений, а по оси ординат радиусы кружков рассеяния δg'
Положительные (собирательные) линзы создают отрицательную сферическую аберрацию, то есть δs' < 0 для всех зон. Поэтому, на графике, характеристическая кривая продольной аберрации для такой линзы находится слева от оси ординат. Отрицательные (рассеивающие) линзы имеют аберрацию противоположного знака, и соответствующая кривая продольной аберрации будет справа от оси ординат.
Комбинируя такие простые линзы, можно значительно исправить сферическую аберрацию.

Зависимость величины продольной сферической аберрации (δs') от формы линзы.

## Уменьшение и исправление
Как и другие аберрации третьего порядка, сферическая аберрация зависит от кривизны поверхностей и оптической силы линзы. Поэтому применение оптических стёкол с высокими показателями преломления позволяют уменьшить сферическую аберрацию, посредством увеличения радиусов поверхностей линзы при сохранении её оптической силы.

Уменьшение влияния сферической аберрации
1. диафрагмированием;
2. с помощью дефокусировки.

К тому же, для линз с разной кривизной поверхностей будет иметь значение ориентация линзы относительно хода светового луча. Так, например, сферическая аберрация для плоско-выпуклой линзы, обращенной навстречу лучу своей плоской поверхностью, будет иметь величину бо́льшую, нежели для той же линзы, но встречающей луч своей выпуклой поверхностью. Таким образом, выбор отношения кривизны первой поверхности линзы к её второй поверхности так же будет одним из средств, уменьшающих сферическую аберрацию.
Заметное влияние на сферическую аберрацию оказывает диафрагмирование объектива (или иной оптической системы), так как при этом отсекаются краевые лучи широкого пучка. Очевидно, что этот способ непригоден для оптических систем, требующих высокой светосилы.
В отдельных случаях небольшая величина сферической аберрации третьего порядка может быть исправлена за счёт некоторой дефокусировки объектива. При этом плоскость изображения смещается к, так называемой, «плоскости лучшей установки», находящейся, как правило, посередине, между пересечением осевых и крайних лучей, и не совпадающей с самым узким местом пересечения всех лучей широкого пучка (кругом наименьшего рассеяния). Это несовпадение объясняется распределением световой энергии в круге наименьшего рассеяния, образующей максимумы освещённости не только в центре, но и на краю. То есть, можно сказать, что «круг» представляет собой яркое кольцо с центральной точкой. Поэтому, разрешение оптической системы в плоскости совпадающей с кругом наименьшего рассеяния будет ниже, несмотря на меньшую величину поперечной сферической аберрации. Пригодность этого метода зависит от величины сферической аберрации и характера распределения освещённости в круге рассеяния.

Пересечения лучей возле точки заднего фокуса при остаточной сферической аберрации, соответствующие им круги рассеяния и графики продольной сферической аберрации:
1. — при исправленной сферической аберрации для нулевых и крайних лучей;
2. и 3. — при «переисправленной» сферической аберрации.
Где F — задняя фокальная плоскость,
δs' — расстояние от точки заднего фокуса до точки схода краевых лучей,
- δs'_{0,7h'} — расстояние от точки заднего фокуса до точки схода «среднезонных» лучей.

Достаточно успешно сферическая аберрация исправляется при помощи комбинации из положительной и отрицательной линз. Причём, если линзы не склеиваются, то, кроме кривизны поверхностей компонентов, на величину сферической аберрации будет влиять и величина воздушного зазора (даже в том случае, если поверхности, ограничивающие этот воздушный промежуток, имеют одинаковую кривизну). При этом способе коррекции, как правило, исправляется и хроматическая аберрация.
Строго говоря, сферическая аберрация может быть вполне исправлена только для какой-нибудь пары узких зон, и притом лишь для определенных двух сопряженных точек. Однако, практически исправление может быть весьма удовлетворительным даже для двухлинзовых систем.
Обычно сферическую аберрацию устраняют для одного значения высоты h0, соответствующего краю зрачка системы. При этом наибольшее значение остаточной сферической аберрации ожидается на высоте he, определяемой по простой формуле 

{\displaystyle {\frac {h_{e}}{h_{0}}}={0.707}}
Остаточная сферическая аберрация приводит к тому, что изображение точки так и не станет точечным. Оно останется кругом, хотя и значительно меньшего размера, чем в случае неисправленной сферической аберрации.
Для уменьшения остаточной сферической аберрации часто прибегают к рассчитанному «переисправлению» на краю зрачка системы, придавая сферической аберрации краевой зоны положительное значение (δs' > 0). При этом, лучи, пересекающие зрачок на высоте he, перекрещиваются ещё ближе к точке фокуса, а краевые лучи, хотя и сходятся за точкой фокуса, не выходят за границы круга рассеяния. Таким образом, размер круга рассеяния уменьшается и возрастает его яркость. То есть улучшается как детальность, так и контраст изображения. Однако, в силу особенностей распределения освещённости в круге рассеяния, объективы с «переисправленной» сферической аберрацией часто обладают «двоящим» размытием вне зоны фокуса.
В отдельных случаях допускают значительное «переисправление». Так, например, ранние «Планары» фирмы Carl Zeiss Jena имели положительное значение сферической аберрации (δs' > 0) как для краевых, так и для средних зон зрачка. Это решение несколько снижает контраст при полном отверстии, но заметно увеличивает разрешение при незначительном диафрагмировании.